# كورنيليا باتلر
كورنيليا باتلر (بالإنجليزية: Cornelia Butler)‏ هي أمينة متحف أمريكية، ولدت في 1 فبراير 1963.